# 3555 Miyasaka
3555 Miyasaka eller 1931 TC1 är en asteroid i huvudbältet, som upptäcktes 6 oktober 1931 av den tyske astronomen Karl Wilhelm Reinmuth i Heidelberg. Den har fått sitt namn efter den japanske astronomen Seidai Miyasaka.
Asteroiden har en diameter på ungefär 6 kilometer.